# Ухменьга (селище)
Ухменьга (рос. Ухменьга) — селище в Верхньотоємському районі Архангельської області Російської Федерації.
Населення становить 152 особи. Входить до складу муніципального утворення Верхньотоємський муніципальний округ.

## Історія
До 1 червня 2021 року входило до складу муніципального утворення Двинське муніципальне утворення.

## Населення
| 2010 | 2012 |
| ---- | ---- |
| 94   | ↗152 |